# Mondnacht am Dnepr
Die Mondnacht am Dnepr (ukrainisch Місячна ніч на Дніпрі, russisch: Ночь на Днепре) ist ein Ölgemälde des ukrainischen Malers aus Mariupol Archip Iwanowitsch Kuindschi, der im Russischen Kaiserreich tätig war.

## Beschreibung
Das Gemälde zeigt den Fluss Dnepr bei einer Vollmondnacht. Die Horizontlinie ist stark abgesenkt, sodass ein großer Teil des Bildes vom Himmel eingenommen wird. Der Mond wirft ein geheimnisvolles grünes Licht auf das Wasser und auf ein verschlafenes Dorf am Rand des Ufers. Der größte Teil des Bildes ist in tiefer Dunkelheit versunken.
Das Bild zeigt eine Sommernacht am Ufer des Dnepr. Das Licht des Mondes erleuchtet die Nacht, sodass einzelne Hütten mit schimmernden Fenstern, kleine Wege und die Silhouette einer Windmühle sichtbar werden. Es handelt sich um eine einfache Komposition, deren Farben lediglich auf Schwarz und Phosphorgrün reduziert sind. Kuindschi experimentierte hierbei auch mit bitumenhaltigen Farben, bei denen sich später herausstellte, dass sie sich unter dem Einfluss von Licht und Luft zersetzen und nachdunkeln.
Die Mondnacht am Dnepr gilt als berühmtestes Werk von Kuindschi und wird als größte Leistung des Künstlers angesehen.

## Geschichte
Das Gemälde erlangte bereits vor seiner ersten Ausstellung einen legendären Status. Bereits vor seiner Fertigstellung wurde über die außergewöhnliche Schönheit des Kunstwerkes gesprochen. Kuindschi öffnete daher jeden Sonntag für zwei Stunden sein Atelier für die Öffentlichkeit. Zu seinen ersten Besuchern zählten unter anderem Iwan Turgenjew, Iwan Kramskoi und Dmitri Mendelejew. Auch der Großfürst Konstantin Konstantinowitsch besuchte den Künstler in seinem Atelier und erwarb das Gemälde für fünftausend Rubel, noch bevor es fertiggestellt war. In seinem Tagebuch schilderte er seinen Eindruck folgendermaßen:

«Я как бы замер на месте. Я видел перед собой изображение широкой реки; полный месяц освещает её на далёкое расстояние, вёрст на тридцать. Я испытывал такое ощущение, выходя на возвышенный холм, откуда видна величественная река, освещённая луной. Захватывает дух, не можешь оторваться от ослепляющей, волшебной картины, душа тоскует.»

„Ich war wie erstarrt. Ich sah das Bild des breiten Flusses vor mir; der Vollmond beleuchtete ihn in einer weiten Entfernung von dreißig Kilometern. Ich hatte so ein Gefühl, als ich auf einem hohen Hügel herauskam, von dem aus ich den majestätischen, vom Mond beleuchteten Fluss sehen konnte. Es raubt einem den Atem, man kann sich von dem schillernden, magischen Bild nicht losreißen, die Seele sehnt sich danach.“

Das Bild wurde 1880 fertiggestellt und anschließend in der Bolschaja-Morskaja-Straße im Gebäude der Gesellschaft zur Förderung von Künstlern in Sankt Petersburg ausgestellt. Es war das erste Mal in der Geschichte der russischen Kunst, dass eine Ausstellung nur ein einziges Gemälde zeigte. Für die perfekte Präsentation des Bildes ließ Kuindschi die Fenster mit Vorhängen verdunkeln und brachte nur eine elektrische Lampe an, die als einzige Lichtquelle auf das Gemälde gerichtet war und somit die Wirkung des Mondlichtes auf das Publikum verstärkte. Mit diesen Maßnahmen wirkte das grünliche Licht zugleich realistisch als auch surreal. Einige Skeptiker konnten nicht glauben, dass der Mond von alleine so hell erstrahlen konnte, und suchten hinter dem Gemälde nach einer Lampe, die es allerdings nicht gab.
Der Großfürst Konstantin Konstantinowitsch mochte das Gemälde so sehr, dass er es nach der Ausstellung von 1880 bis 1882 mit sich auf eine lange Seereise nahm. Während eines Aufenthalts in Paris wurde das Bild für zehn Tage in der Galerie Zedelmeyer ausgestellt, wo es von den Kritikern gelobt wurde. Später wurde das Bild in der Sammlung des Großfürsten im Marmorpalast aufbewahrt. Die salzige Seeluft und die Feuchtigkeit haben die Farben des Bildes nachdunkeln lassen, sodass die heutige Wirkung des Bildes nicht mehr dem Originalzustand entspricht. Nach der Revolution kam das Werk als Teil der Sammlung in die Russische Akademie für Geschichte und materielle Kunst und wurde 1928 in das Russische Museum überführt. Dort ist es im Saal 25 des Michailowski-Palastes ausgestellt, wo sich auch andere Werke Kuindschis befinden.

## Variationen
Das Bildmotiv der Mondnacht am Dnepr wurde von Kuindschi mehrfach wiederholt und variiert. Weitere Versionen befinden sich in der Staatlichen Tretjakow-Galerie in Moskau, im Kunstmuseum Simferopol, in der Gemäldegalerie von P. M. Dogadin in Astrachan, im Nationalen Kunstmuseum von Belarus sowie im Nationalmuseum Kiewer Kunstgalerie.